# Papyrus 105
Papyrus 105 (nach Gregory-Aland mit Sigel {\displaystyle {\mathfrak {P}}}105 bezeichnet) ist eine frühe griechische Abschrift des Neuen Testaments.

## Beschreibung
Dieses Papyrusmanuskript des Matthäusevangeliums enthält nur die Verse 27,62–64; 28,2–5. Mittels Paläographie wurde es auf das 5. oder 6. Jahrhundert datiert.

## Text
Der griechische Text des Kodex repräsentiert den Alexandrinischen Texttyp.

## Aufbewahrungsort
Die Handschrift wird zurzeit in der Bodleian Art, Archaeology and Ancient World Library unter der Signatur P. Oxy. 4406 in Oxford aufbewahrt.

### Abbildungen
- P.Oxy.LXIV 4406 „POxy: Oxyrhynchus Online“
- {\displaystyle {\mathfrak {P}}}105 recto
- {\displaystyle {\mathfrak {P}}}105 verso

### Offizielle Registrierung
- „Fortsetzung der Liste der Handschriften“ Institut für Neutestamentliche Textforschung, Universität Münster. (PDF-Datei; 147 kB)